# Municipio de Star Valley (condado de Tripp)
El municipio de Star Valley (en inglés: Star Valley Township) es un municipio ubicado en el condado de Tripp en el estado estadounidense de Dakota del Sur. En el año 2010 tenía una población de 30 habitantes y una densidad poblacional de 0,27 personas por km².

## Geografía
El municipio de Star Valley se encuentra ubicado en las coordenadas 43°37′58″N 99°53′30″O / 43.63278, -99.89167. Según la Oficina del Censo de los Estados Unidos, el municipio tiene una superficie total de 109.84 km², de la cual 108,48 km² corresponden a tierra firme y (1,24 %) 1,36 km² es agua.

## Demografía
Según el censo de 2010, había 30 personas residiendo en el municipio de Star Valley. La densidad de población era de 0,27 hab./km². De los 30 habitantes, el municipio de Star Valley estaba compuesto por el 100 % blancos. Del total de la población el 0 % eran hispanos o latinos de cualquier raza.